# The Blessed Madonna
The Blessed Madonna (anciennement The Black Madonna), de son vrai nom Marea Stamper, est une musicienne, productrice et DJ américaine de musique électronique née le 22 octobre 1977 Elle est également la fondatrice de son label We Still Believe.

## Biographie
Marea Stamper naît le 22 octobre 1977 dans le Kentucky rural au sein d'une famille chrétienne. Elle y passe toute son enfance. Ces années sont marquées par les brimades de ses camarades de classe en raison de son apparence qui ne correspond pas aux standards de son identité de genre. Cela l'amène par la suite à quitter le système scolaire pendant le lycée. Elle reprendra néanmoins ses études en rejoignant l'université de Louisville où elle commence à mixer pour la radio étudiante sous le pseudonyme Lady Foursquare.
Sa carrière commence vers la fin des années 1990 où elle revend des mixtapes de DJ underground dans des raves. Une de ses connaissances d'alors, Radek Hawryszczuk, l'introduit sur son label Dust Traxx et par là-même à la scène de Chicago. Peu après, elle change son nom de scène en The Black Madonna (La Vierge noire en français), une référence aux œuvres du même nom de la Vierge Marie. Marea Stamper décrit alors cela comme un hommage à la sainte catholique préférée de sa mère. Après quelques débuts timides et échecs dans les années 2000, elle se forge finalement une réputation solide en tant que DJ résidente du Smartbar à Chicago, dont elle devient bookeuse en 2012. En tant que productrice, elle se fait alors remarquer avec les morceaux Exodus, sorti en 2012 et He Is the Voice I Hear sorti en 2014.
En 2016, le magazine Mixmag la consacre DJ de l'année. En 2017 et 2018, plusieurs titres de presse la désigne comme « une des DJ les plus prometteuses »,,.
En 2018, elle joue son propre rôle en tant que DJ résidente dans le DLC After Hours du jeu vidéo Grand Theft Auto: Online.
En 2020, à la suite d'une pétition de Change.org considérant des problématiques d'appropriation culturelle et d'insensibilité raciale, Marea Stamper préfère changer son nom de scène en The Blessed Madonna le 20 juillet 2020. Elle invoque à ce sujet « la controverse, la confusion, la douleur et la frustration » causées par le nom précédent et précise : « Les gens qui partageaient cette dévotion aimaient ce nom, mais rétrospectivement, j'aurais dû écouter plus attentivement les autres points de vue. »,
Le 20 juillet 2020, la chanteuse britannique Dua Lipa annonce la sortie d'un remix de son morceau Levitating par The Blessed Madonna. Le morceau est en collaboration avec Madonna et Missy Elliott et devient le 5e single de l'album Future Nostalgia à sa sortie le 14 août 2020. Parallèlement, le 4 août 2020, Dua Lipa annonce la sortie de Club Future Nostalgia, album mixé par The Blessed Madonna. Il fait figurer les artistes précédents (Madonna et Missy Elliott) mais également Mark Ronson, Gwen Stefani et d'autres encore.
Le 22 février 2021, le producteur britannique Fred again.. publie la chanson Marea (We've Lost Dancing) à la suite d'une conversation avec The Blessed Madonna, et samplé sur ses paroles. La chanson se classe à la 36e place de l'UK Singles Chart, mais également 11e aux Pays-Bas et 12e en Belgique (Flandre).

## Discographie

### Singles & EPs
Sous Lady Foursquare
Sous The Black Madonna
- 2016 : He Is The Voice I Hear

Sous The Blessed Madonna
- 2021 : Marea (We've Lost Dancing) (avec Fred again..)
- 2022 : Serotonin Moonbeams
- 2023 : We Still Believe (avec Jamie Principle)
- 2023 : Shades of Love (feat. The Joy)
- 2023 : Fuck What U Heard
- 2023 : Mercy (feat. Jacob Lusk)

### Remixes
- 2008: Rennie Foster - A Commitment To Transit (Angel Alanis & 4Square Remix)
- 2009: Monque & Monotek - Hell (Angel Alanis & Foursquare Remix)
- 2011: Dirty Old Ann - Turn Me On (The Black Madonna Remix)
- 2013: Roberto Rodriguez - Dance Like Nobody's Watching (The Black Madonna's We Still Believe Remix)
- 2013: James Curd - Gentle Help (The Black Madonna Less Gentle Jam)
- 2014: Simba - Phase Seq One (The Black Madonna's Lost In Chicago Mix)
- 2014: Da Posse - In the Heat of the Night (The Black Madonna It's Called Acid Mix)
- 2014: Chris E Pants - 1981 (The Black Madonna's Dubbed To The Bone Mix)
- 2015: El_Txef_A - Claim of Planet Earth (The Black Madonna's Black Tulip Mix)
- 2015: Nick Höppner - Relate (The Black Madonna Remix)
- 2015: Shaun J. Wright & Alinka - Matters of the Heart (The Black Madonna Remix)
- 2016: Robyn - Indestructible (The Black Madonna Remix)
- 2016: Tiga - Blondes Have More Fun (The Black Madonna Immaterial Girl Remix)
- 2018: Silk City & Dua Lipa - Electricity (The Black Madonna Remix)
- 2019: Robyn - Between the Lines (The Blessed Madonna Remix)
- 2019: Georgia - About Work the Dancefloor (The Blessed Madonna Remix)
- 2020: Celeste - Stop This Flame (The Blessed Madonna Remix)
- 2020: Dua Lipa featuring Madonna & Missy Elliott - Levitating (The Blessed Madonna Remix)
- 2020: Dua Lipa - Love Is Religion (The Blessed Madonna Remix)
- 2020: King Princess - Only Time Makes It Human (The Blessed Madonna Remix)
- 2021: Jungle - Keep Moving (The Blessed Madonna Remix)
- 2021: The Chemical Brothers - The Darkness That You Fear (The Blessed Madonna Remix)
- 2021: Elton John & Dua Lipa - Cold Heart (The Blessed Madonna Remix)
- 2022: Florence and the Machine - Free (The Blessed Madonna Remix)
- 2022: Alyss - Pyramid (The Blessed Madonna Remix)

### Collaborations
- Club Future Nostalgia avec Dua Lipa (2020)